# Nullemont
Nullemont ist eine französische Gemeinde mit 150 Einwohnern (Stand: 1. Januar 2022) im Département Seine-Maritime in der Region Normandie. Sie gehört zum Arrondissement Dieppe und zum Kanton Gournay-en-Bray und ist Teil des Kommunalverbands Aumale Blangy-sur-Bresle.

## Geographie
Nullemont ist ein kleines Bauerndorf im Naturraum Pays de Bray. Es liegt 50 Kilometer südöstlich von Dieppe.

### Nachbargemeinden
|                       | Landes-Vieilles-et-Neuves |         |
| Le Caule-Sainte-Beuve | Kompass                   | Marques |
|                       | Illois                    |         |

## Bevölkerungsentwicklung
Die Bevölkerungsanzahl ist durch Volkszählungen seit 1793 bekannt. Die Einwohnerzahlen bis 2005 werden auf der Website der École des Hautes Études en Sciences Sociales veröffentlicht.
| Jahr | Bevölkerungsanzahl |
| ---- | ------------------ |
| 1962 | 149                |
| 1968 | 146                |
| 1975 | 146                |
| 1982 | 135                |
| 1990 | 109                |
| 1999 | 102                |
| 2006 | 114                |
| 2015 | 140                |

## Sehenswürdigkeiten
Die Kirche Saint-Pierre aus dem 13. Jahrhundert ist nach Simon Petrus benannt.

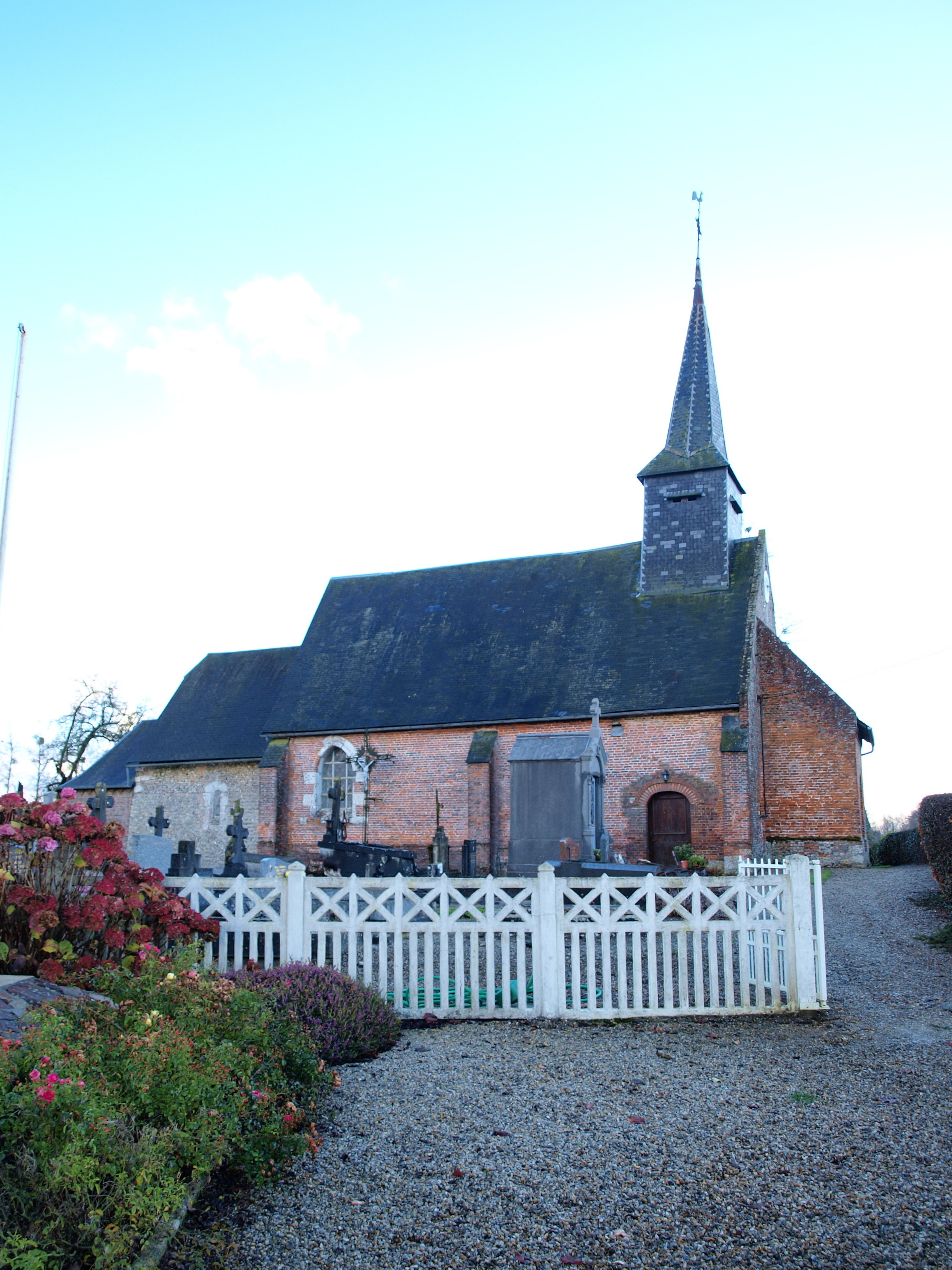
Kirche Saint-Pierre
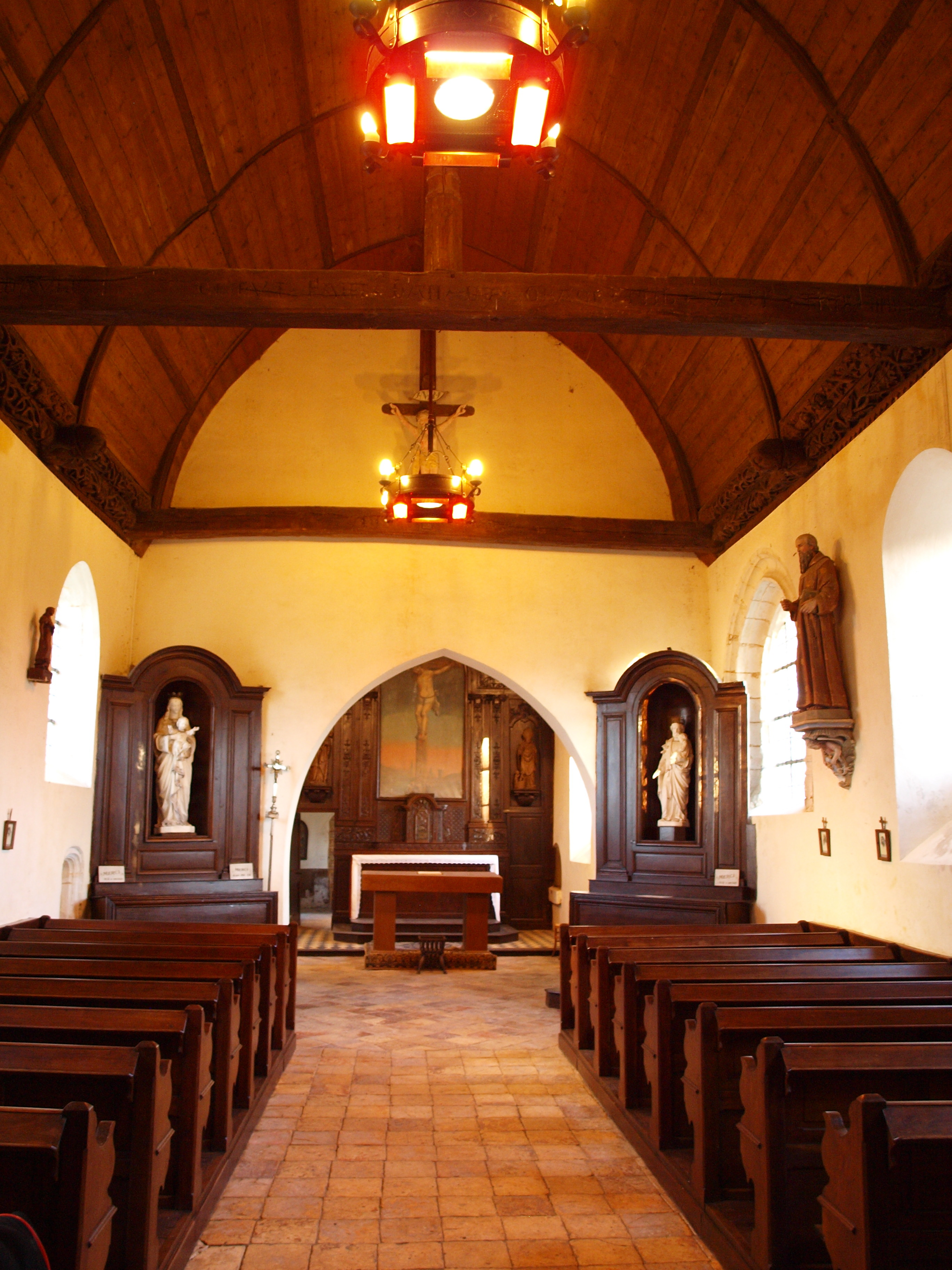
Kirche Saint-Pierre (Innenansicht)
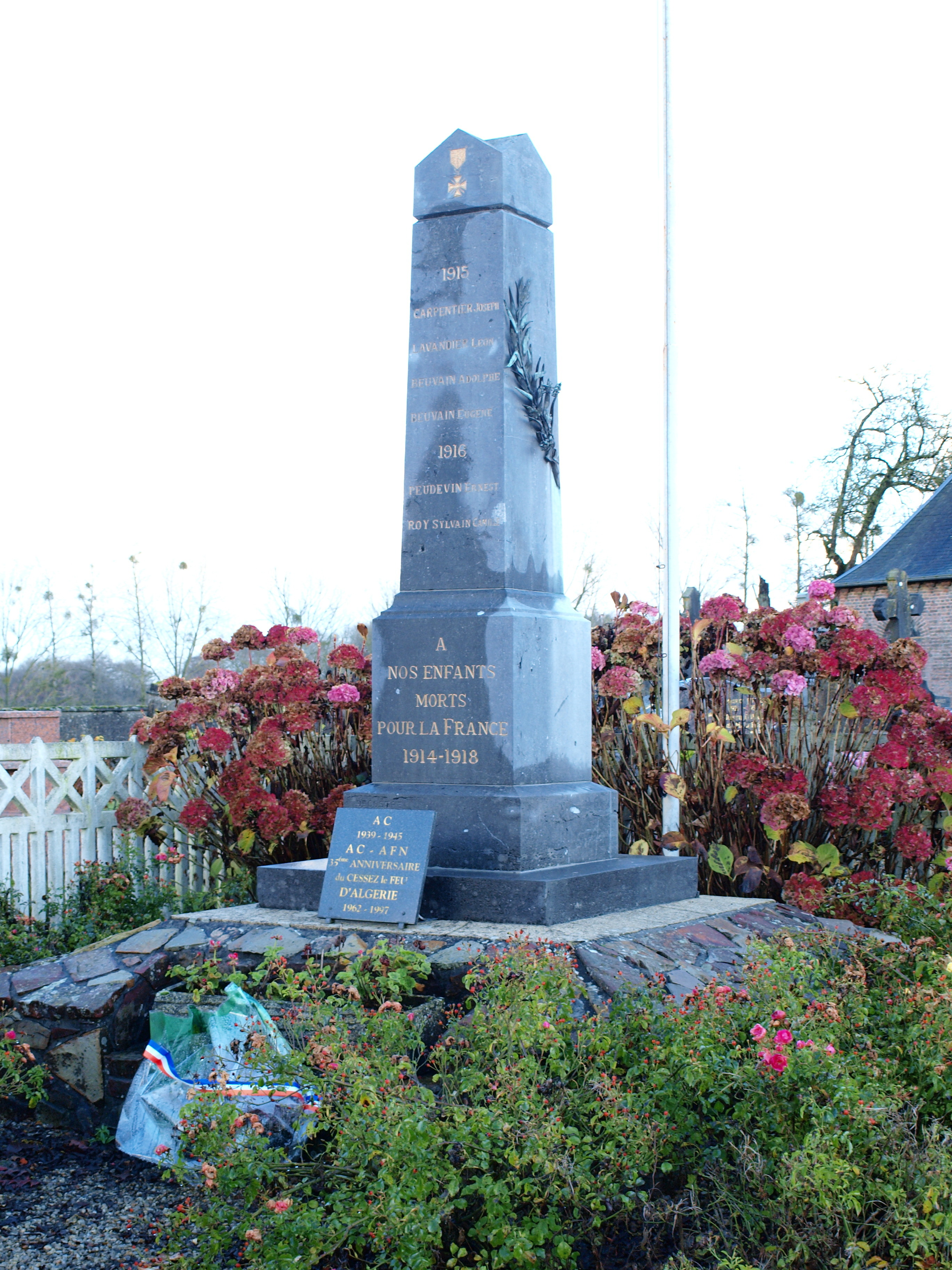
Kriegerdenkmal (Erster Weltkrieg)